# Polizeihubschrauberstaffel Sachsen-Anhalt
Die Polizeihubschrauberstaffel Sachsen-Anhalt (PHuSt ST) ist die Hubschrauberkomponente der Landespolizei Sachsen-Anhalt. Sie ist organisatorisch der Polizeiinspektion Zentrale Dienste Sachsen-Anhalt angegliedert. Der Standort der PHuSt ST ist am Flugplatz Magdeburg in einem eigenen Hangar- und Bürogebäude mit Platz für drei Hubschrauber mittlerer Größe.

## Geschichte
Die Polizeihubschrauberstaffel Sachsen-Anhalt wurde am 1. Januar 1992 mit drei Mil Mi-2 aus dem Bestand der Zentralen Polizeifliegerstaffel der DDR (ZPFS) gegründet. Das Personal bestand zunächst aus Beamten der Polizei Niedersachsen, die zur Unterstützung des Aufbaus der ostdeutschen Polizeien u. a. nach Sachsen-Anhalt gewechselt waren und Personal der ZPFS. Hinzu kamen in der Folgezeit Absolventen des Hubschrauberausbildungsgeschwader 35 (HAG-35) der NVA in Brandenburg-Briest.
1992 begann die PHuSt ST mit der Beschaffung moderner Polizeihubschrauber. Dies war zunächst eine MBB Bo-105 CBS-4 (später nachgerüstet zu CBS-5) sowie später eine MBB BK-117 B2. Bereits im folgenden Jahr wurde eine zweite BK-117 B2 beschafft und dafür eine Mi-2 stillgelegt. 1996 wurden dann die verbliebenen Mi-2 stillgelegt, so dass die PHuSt ST ihre erste dauerhafte bestehende Flotte von drei Hubschraubern erreichte.
Im Jahr 2017 erfolgte der Erwerb einer Airbus Helicopters H145 und 2020 die zweite.
Nach dem Verkauf der Bo-105 und der beiden BK-117 besteht die Flotte nun aus zwei H145.

## Aufgaben
Die Polizeihubschrauberstaffel dient der Unterstützung der Dienststellen der Landespolizei und kann von diesen für alle Aufgaben angefordert werden, bei denen der Einsatz des Hubschraubers taktisch sinnvoll ist und die Effizienz des Einsatzes gesteigert wird.
Typische Aufgaben sind dabei die Fahndung nach flüchtigen Straftätern sowie die Suche nach vermissten Personen und Sachen, der Transport von Spezialkräften und polizeilicher Ausrüstung, die Überwachung der Verkehrswege wie Wasserstraßen und Autobahnen und die Aufklärung sowie Dokumentation bei polizeilichen Großlagen bspw. Demonstrationen.
Darüber hinaus kann der Hubschrauber bei anderen Schadenslagen bspw. zur Rettung Verunglückter Mittels einer Rettungswinde oder zur Brandbekämpfung mit dem Feuerlöschbehälter eingesetzt werden.

## Zusammenarbeit
Die Wartung der Polizeihubschrauber erfolgt durch die ADAC Heliservice GmbH sowohl an deren Standort Halle-Oppin als auch bei der PHuSt ST (Line und Base Maintenance). Der AHS übernimmt ebenfalls die Überwachung der Lufttüchtigkeit der Hubschrauber (CAMO).
Die Ausbildung des fliegenden Personals der PHuSt ST erfolgt bei der Luftfahrerschule für den Polizeidienst (LFSfPD) am Standort der Bundespolizei-Fliegergruppe Sankt Augustin.

## Technik
Die beiden Hubschrauber H145 der PHuSt ST sind baugleich und für den Flug nach Sicht- und Instrumentenflugregeln zugelassen. Sie verfügen über eine NVG-kompatible Ausstattung.
Je nach Aufgabe können die Hubschrauber mit diversen Ausstattungen versehen werden. Neben dem standardmäßigen Wärmebildkamerasystem und einem leistungsstarken Scheinwerfer kann so der Transport von Außenlast und Feuerlöschbehältern erfolgen. Für den Einsatz von Spezialeinheiten können diese sich aus dem Hubschrauber abseilen oder abgleiten.

## Personal
Die Standardbesatzung eines Polizeihubschraubers der PHuSt ST besteht aus einem Piloten und einem Flugtechniker, welche die Cockpitbesatzung bilden, und einem Systemoperator, der u. a. die Wärmebildkamera bedient.
Einsatzabhängig kann von dieser Besatzung abgewichen werden. So kann für Transportaufgaben der Operator entbehrlich sein und statt des Flugtechnikers kann auch ein zweiter Pilot tätig werden.
Die Piloten haben mindestens eine Berufspilotenlizenz (CPL-H) und die Flugtechniker eine Lizenz gem. § 62 ff. der Verordnung über Luftfahrtpersonal. Zusätzlich können die Flugtechniker zur Wartung und Instandsetzung eingesetzt werden. Hierfür erwerben sie tiefergehende Kenntnisse in zusätzlichen Schulungen und verfügen über eine Freigabeberechtigung nach CAT-A.

## Medien
Die PHuSt ST war Protagonist in der fünfteiligen Dokumentation „Die Hubschrauber-Cops“. welche ab Januar 2018 im MDR Fernsehen ausgestrahlt wurde. Produziert wurde die Serie von Mia Media.
Teile der Serie und neu gedrehtes Material wurden im Juli 2018 für die MDR Produktion Kripo Live verwendet.
Außerdem produzierte die Polizei Sachsen-Anhalt ein 17-minütiges Video über die PHuSt ST und veröffentlichte dieses auf der Videoplattform YouTube und ein Pilot der PHuSt ST war im Podcast „Come Fly with us“ zu Gast.